# Bataille de Chklow (1654)
 (juin 2025).
Améliorez-le ou discutez des points à vérifier. 
Guerre russo-polonaise (1654–1667)
Batailles
- Smolensk
- Chklow
- Szepielewicze
- Ochmatów
- Vilnius
- Horodok
- Ozerna
- Verkiai
- Miadzel
- Konotop
- Liakhavitchy
- Połonka
- Lioubar
- Słobodyszcze
- Bassia
- Tchoudniv
- Kuszliki
- Hloukhiv
- Stawiszcze

La bataille de Chklow se déroula le 12 août 1654, pendant la guerre russo-polonaise qui opposa la république des Deux Nations au tsarat de Russie de 1654 à 1667.
La victoire étant revendiquée par les deux parties, les récits divergent quant au déroulement de la bataille. Les polono-lituaniens de Janusz Radziwill devaient empêcher les renforts russes de Iouri Baryatinski de venir au siège de Smolensk. La bataille était engagée quant eu lieu une éclipse solaire totale.